# Fidenza
Fidenza is een gemeente in de Italiaanse provincie Parma (regio Emilia-Romagna) en telt 23.957 inwoners (31-12-2004). De oppervlakte bedraagt 95,1 km2, de bevolkingsdichtheid is 246 inwoners per km2.
De volgende frazioni maken deel uit van de gemeente: Bastelli, Castione Marchesi, Chiusa Ferranda, Colombara, Fornio, Osteria del Sole, Osteria Pietralunga, Parola, Ponte Ghiara, Rimale, San Faustino en Santa Margherita.

## Demografie
Fidenza telt ongeveer 9875 huishoudens. Het aantal inwoners steeg in de periode 1991-2001 met 1,0% volgens cijfers uit de tienjaarlijkse volkstellingen van ISTAT.
| Jaar | Inwoneraantal |
| ---- | ------------- |
| 1991 | 23.192        |
| 2001 | 23.424        |

## Geografie
De gemeente ligt op ongeveer 75 m boven zeeniveau.
Fidenza grenst aan de volgende gemeenten: Alseno (PC), Busseto, Fontanellato, Medesano, Noceto, Salsomaggiore Terme en Soragna.

## Partnersteden
- Kutná Hora (Tsjechië)

## Geboren
- Innocenzo Ciocchi del Monte (1532-1577), kardinaal
- Gene Gnocchi (1955), voetballer
- Thomas Pesenti (1999), wielrenner

## Galerij

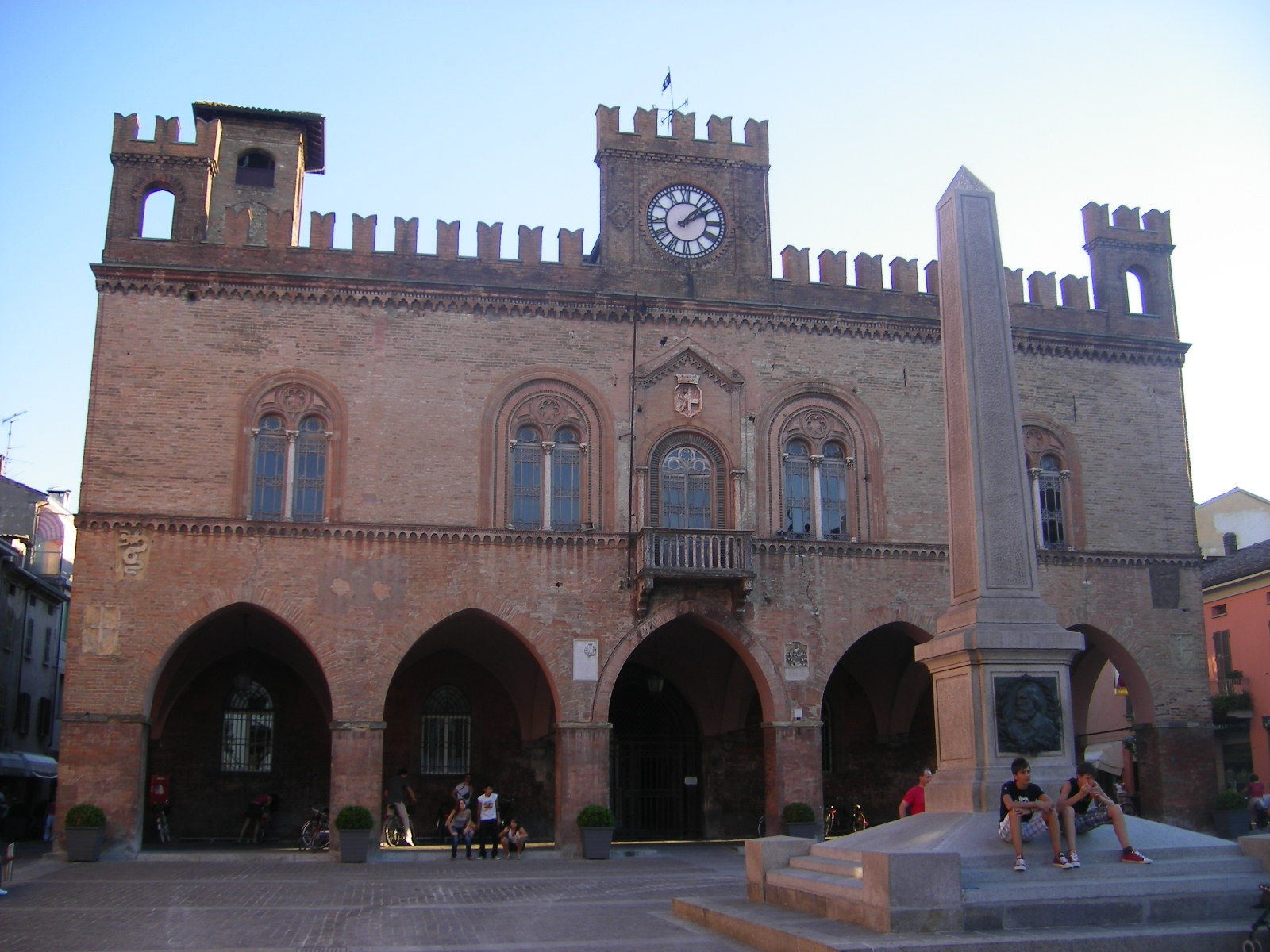
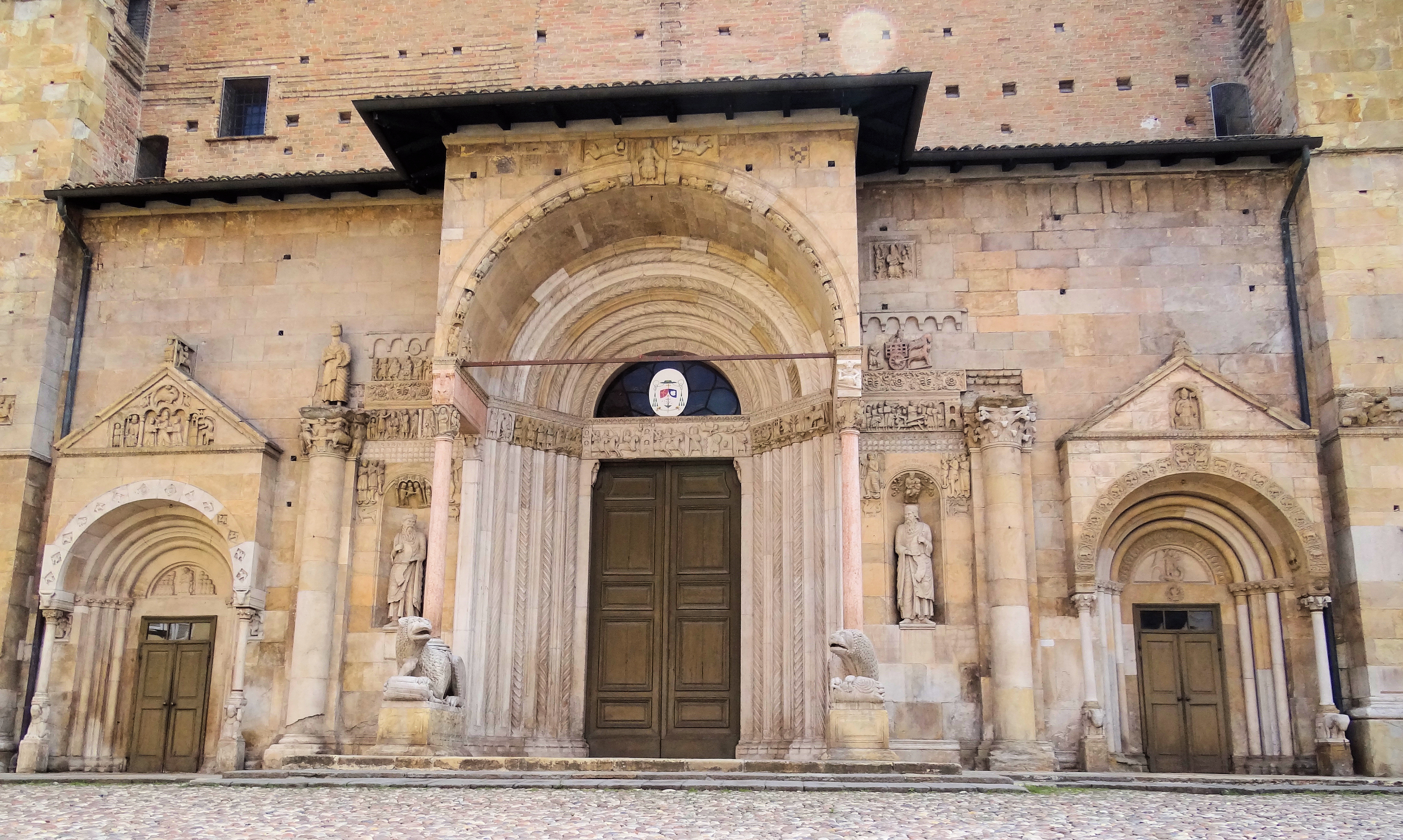
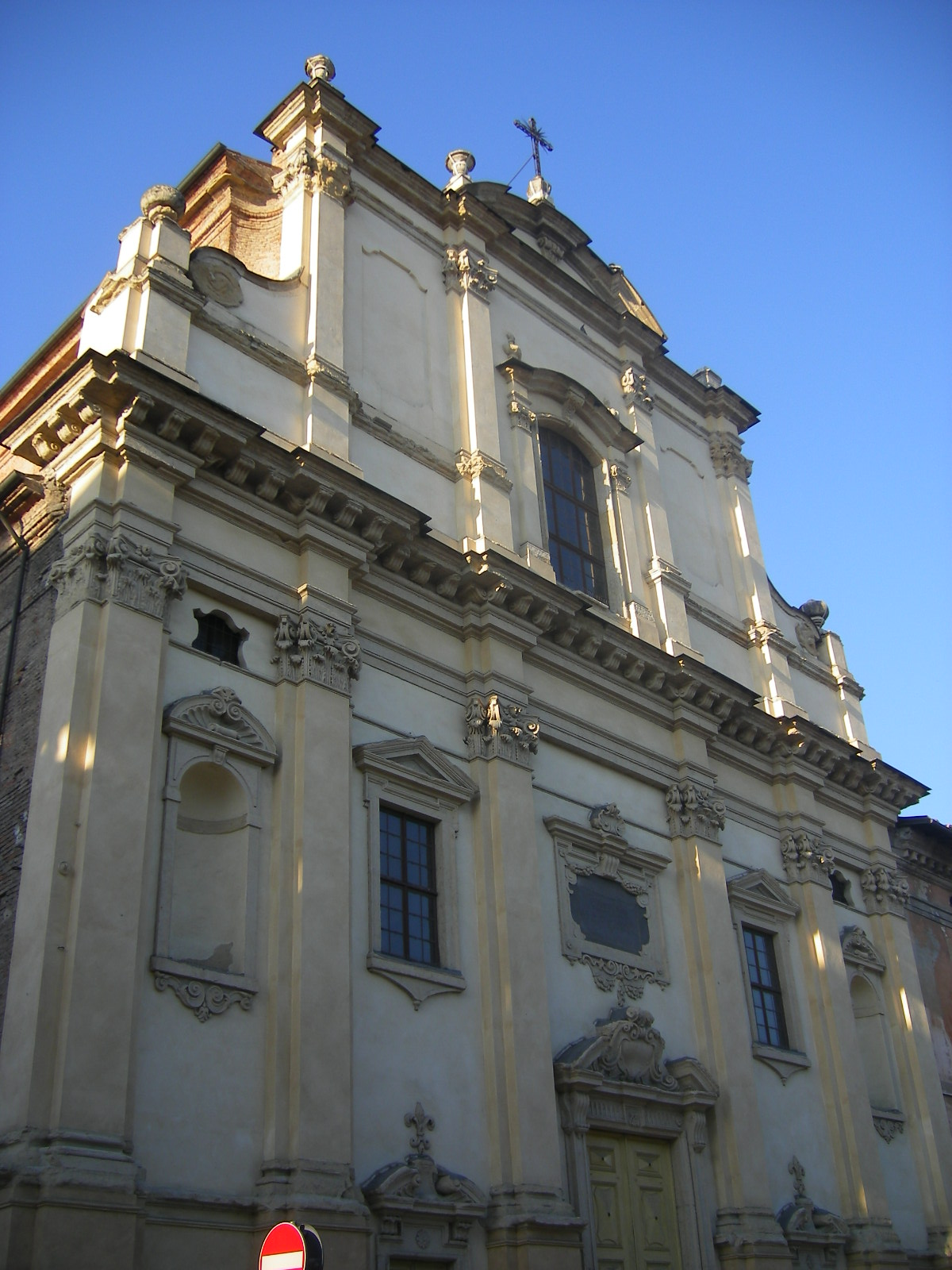
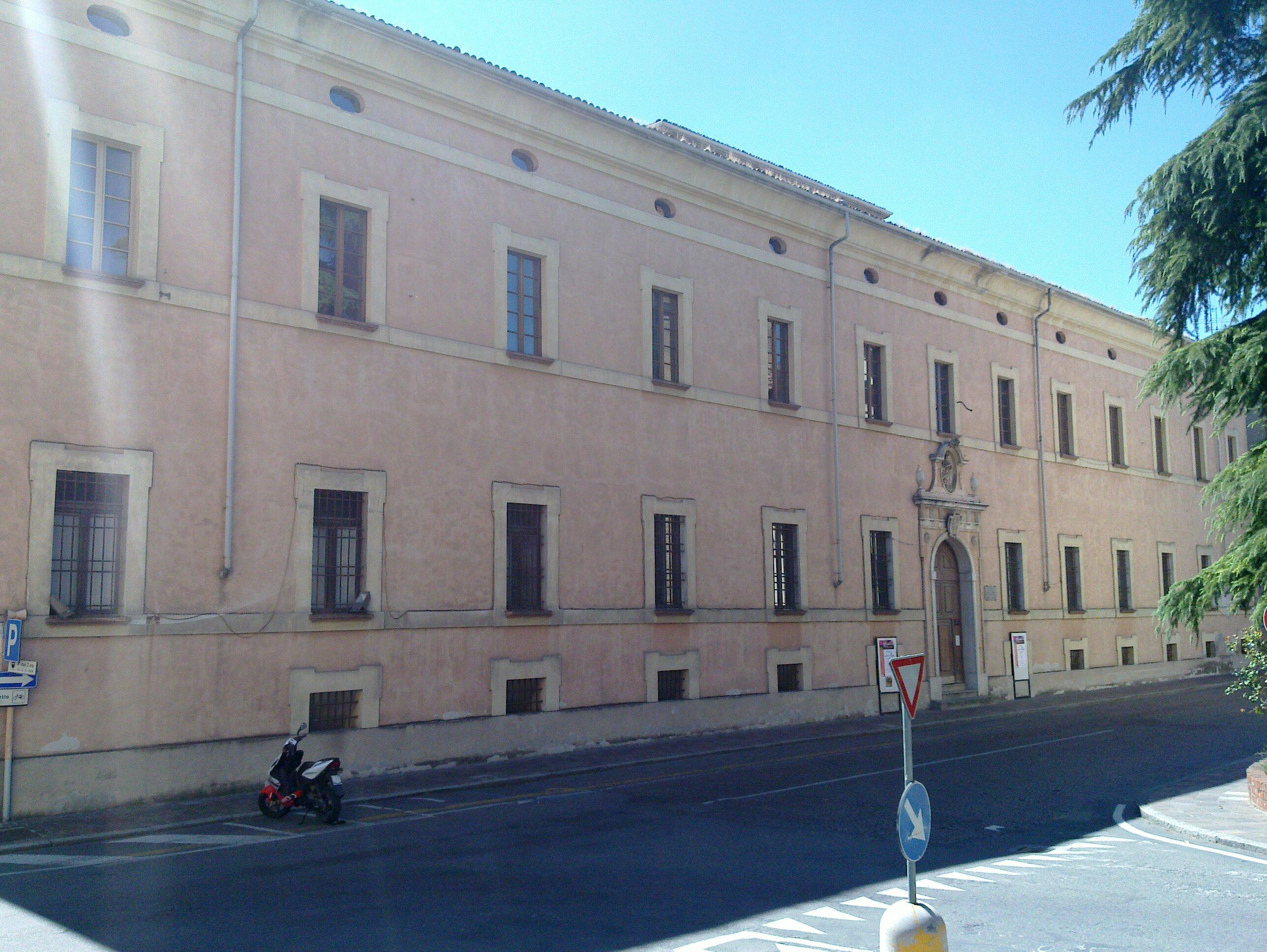
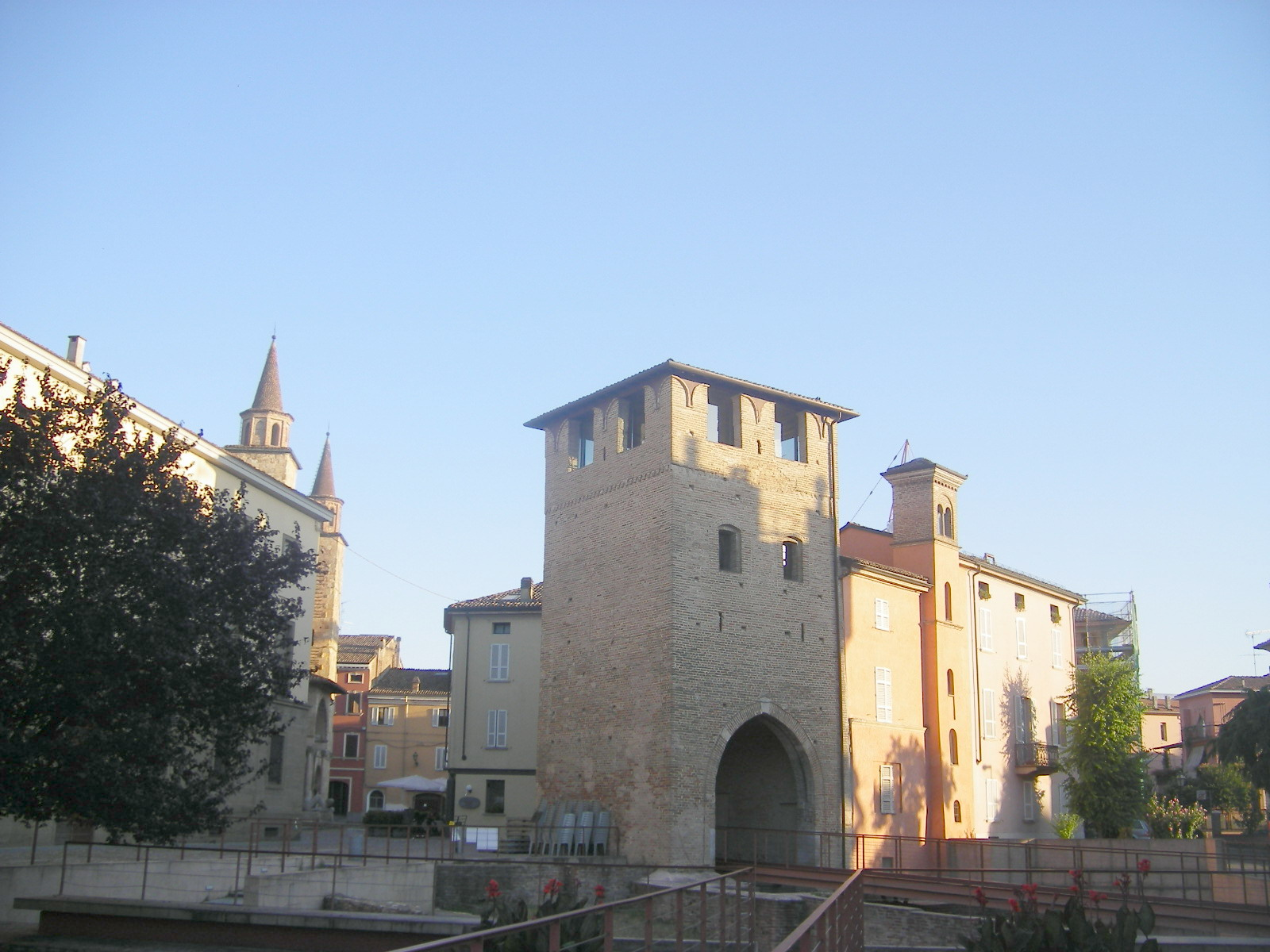
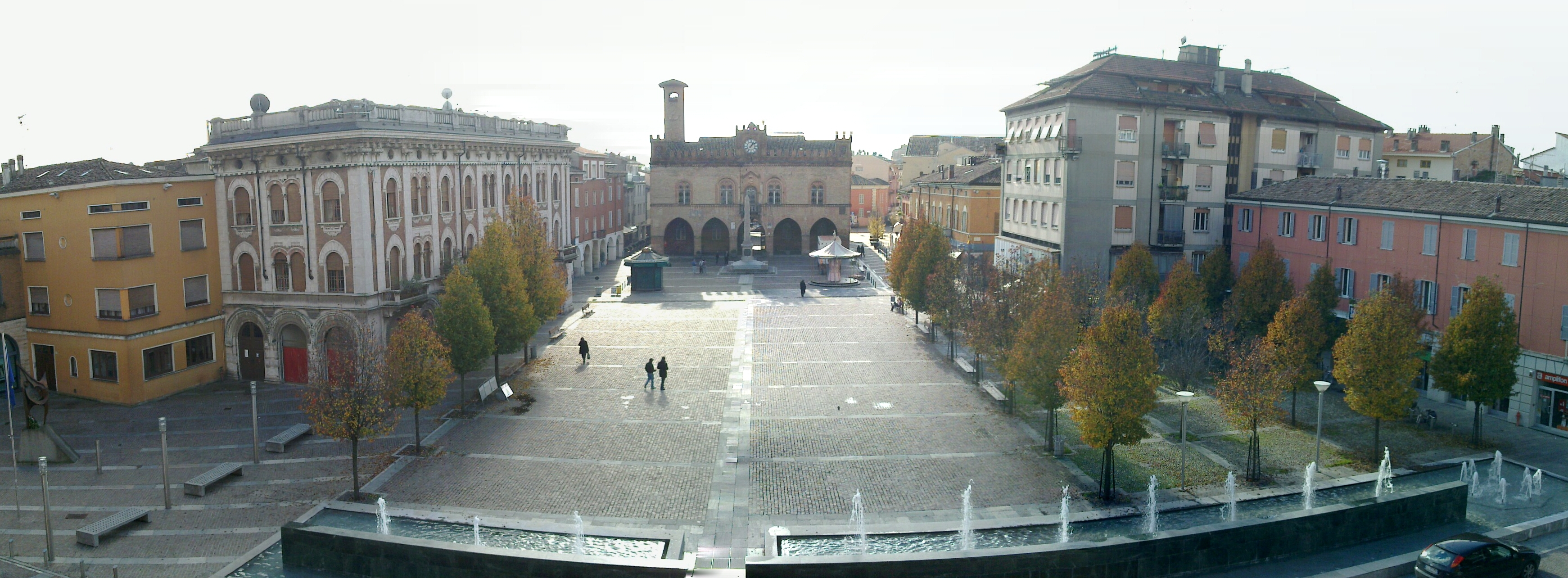